# Lignan-sur-Orb
Lignan-sur-Orb là một xã trong tỉnh Hérault thuộc vùng Occitanie phía nam nước Pháp. Xã này nằm ở khu vực có độ cao trung bình 28 mét trên mực nước biển. Dân số thời điểm năm 1999 là 2932 người.